# Íñigo Barandiaran Benito
Íñigo Barandiaran Benito (San Sebastián, Guipúzcoa, 19 de febrero de 1959) es un político español, diputado por el Partido Nacionalista Vasco en el Congreso durante la XI y XII legislaturas.

## Biografía
Es licenciado en Derecho por la Universidad del País Vasco (1981) y titulado en Administración Pública (1998-1999) por la misma universidad. Jefe de la unidad de urbanismo en el Ayuntamiento de Mondragón desde 1983, es funcionario de carrera del Gobierno vasco desde 1986, desempeñando funciones primero en el departamento de Trabajo y Sanidad del Gobierno Vasco y desde 1988 como Letrado de sus servicios jurídicos centrales. 
El año 2003 obtiene plaza de Letrado del Ayuntamiento de San Sebastián. También fue director de Administración Local del Gobierno Vasco, miembro del consejo asesor del IVAP, asesor jurídico del consejero de Interior (1996-1998) y miembro del Consejo de Asistencia Jurídica Gratuita de Guipúzcoa (1996-2003). Asimismo fue miembro del Consejo de Administración de "Kutxa", Caja de ahorros de San Sebastián y Guipúzcoa, de 2008 a 2013, donde ejerció como secretario de su Consejo. Además, desde 2005 es profesor de Derecho Procesal en la UNED de Vergara. En 2015 fue elegido diputado por Guipúzcoa en el Congreso en la XI legislatura, siendo reelegido en la  XII ,  XIII y  XIV legislaturas.